# 心室性早期收縮
室性期前收缩（premature ventricular contraction，PVC）又称室性早搏（premature ventricular beat）或心室性早期收縮，简称室早，是在窦性激动尚未到达心室之前，心室中某一起搏点提前发生激动，引起心室除极。简言之，就是由心室的異位節律點發出激動波使心室提早收縮，使QRS綜合波在P波前出現。此種收縮也會產生脈搏。且此種傳導較慢，在心電圖上會看見較寬的QRS波（寬大約2至4倍）。
室早可见于心脏结构正常的个体，但更常见于各种结构性心脏病，如冠心病、心肌病、心脏瓣膜病和遗传性心律失常综合征患者。精神紧张、过度劳累、不良的生活方式如过量烟、酒、咖啡等可诱发室早。其他如洋地黄类药物、奎尼丁、三环类抗抑郁药物中毒，电解质紊乱（低钾血症、低镁血症）等也可导致室早的发生。